# Apostolska nunciatura na Islandiji
Apostolska nunciatura na Islandiji je diplomatsko prestavništvo (veleposlaništvo) Svetega sedeža na Islandiji.
Trenutni apostolski nuncij je James Patrick Green.

## Seznam apostolskih nuncijev
- Josip Žabkar (8. oktober 1976 - 27. oktober 1981)
- Luigi Bellotti (27. oktober 1981 - oktober 1985)
- Henri Lemaître (31. oktober 1985 - 28. marec 1992)
- Giovanni Ceirano (20. avgust 1992 - 27. februar 1999)
- Piero Biggio (27. februar 1999 - 16. oktober 2004)
- Giovanni Tonucci (16. oktober 2004 - 18. oktober 2007)
- Emil Paul Tscherrig (26. januar 2008 - 5. januar 2012)
- Henryk Józef Nowacki (28. junij 2012 - 20. februar 2017)
- James Patrick Green (6. april 2017 - danes)